# Evgeniya Doloukhanova
Evgeniya Doloukhanova (en russe : Евгения Григорьевна Долуханова), née le 10 juin 1984 à Bakou, est une joueuse d'échecs ukrainienne - arménienne. Elle détient le titre FIDE de grand maître international féminin (Woman Grand Master) depuis 2006. En 2009, elle devient championne féminine d'Ukraine.

## Biographie
Evgeniya Doloukhanova est née le 10 juin 1980 à Bakou. Elle fait des études de droit à l'université et participe très tôt à des championnats de jeunes et à des championnats féminins en Ukraine dans sa jeunesse. Entre autres, les U14 à Kiev en 1997, les U20 à Kharkiv en 2001, le championnat féminin à Alouchta en 2002, les U20 à Kiev en 2003 et un tournoi féminin à Kharkiv en 2003 et le championnat ukrainien féminin 2003 à Mykolaiv.  
En 2004 à Alouchta, au Championnat d'échecs féminin d'Ukraine elle remporte la deuxième place ex æquo derrière Olga Alexandrova,.  
Elle participe en 2005 au Championnat d'Europe féminin à Chișinău. La même année, elle partage la première place au tournoi international féminin, Femida 2005 à Kharkiv, avec Oksana Vozovic et se classe 3e ex æquo à la 8e Coupe du recteur de Kharkiv.   
En 2007, elle termine deuxième à la 9e Coupe du recteur de Kharkiv derrière Oksana Vozovic. 
En 2009 à Souzdal, elle remporte le mémorial Elisabeth Bykova et le tournoi international des échecs féminins Kaissa 2009 à Kharkiv.  
Elle est également première à égalité avec Tetyana Vasylevych au Championnat féminin ukrainien 2009 à Yevpatoria.   
Lors de la finale de la Coupe de Russie féminine 2011 à Magnitogorsk, elle atteint les demi-finales, mais échoue face à la gagnante du tournoi Anastassija Bodnaruk.   
En 2011 à Saint-Pétersbourg, elle prend la seconde place dans le mémorial de Lioudmila Rudenko derrière Aleksandra Goriatchkina.  
En 2012 à Jakarta, elle prend la 3e place dans le Festival international des échecs pour femmes, le Japfa Chess Festival. En 2013, à l'Open international d'échecs de Capelle-la-Grande où elle représente l'Arménie, elle remplit les critères pour le Man International Norm (IM). En 2014, elle remporte le tournoi international des échecs féminins à Sautron et, en 2017, elle prend la deuxième place au Maria Albulet Memorial à Brăila ainsi qu'au festival d'échecs de Meurthe-et-Moselle. 
En décembre 2011, elle passe de l'Ukraine à l'Arménie mais revient à la Fédération ukrainienne des échecs en septembre 2013.

### Clubs
De 2010 à 2013, Evgeniya Doloukhanova joue dans la Ligue allemande d'échecs. Au cours de la saison 2013-2014, elle est enregistrée auprès du club d'Oberliga Post-SV Ulm, mais n'a pas été amenée à jouer. Lors du championnat ukrainien par équipe de 2002, elle joue pour l'équipe du Losowa Chess Club. Dans le Top 12 féminin français 2016, Evgeniya Dolouhanova joue pour Vandœuvre-Echecs.

### Journalisme
Egeniya Doloukhanoa est également journaliste. Elle publie ainsi un rapport détaillé pour ChessBase sur le Championnat individuel féminin ukrainien de 2011 à Poltava, que Katerina Dolzhikova a remporté. 

## Distinction
Evgeniya Doloukhanova est classée Woman International Master (WIM) en 2003 par la FIDE et Woman Grandmaster (WGM) en 2006 par la FIDE.
En 2014, elle est classée 124e joueuse mondiale.